# Dodonaea filifolia
Dodonaea filifolia är en kinesträdsväxtart som beskrevs av William Jackson Hooker. Dodonaea filifolia ingår i släktet Dodonaea och familjen kinesträdsväxter. Inga underarter finns listade i Catalogue of Life.